# Sukon Ulga
Sukon Ulga is een bestuurslaag in het regentschap Pidie van de provincie Atjeh, Indonesië. Sukon Ulga telt 198 inwoners (volkstelling 2010).